# Australoodera varicornis
Australoodera varicornis är en stekelart som beskrevs av Girault 1922. Australoodera varicornis ingår i släktet Australoodera och familjen hoppglanssteklar. Inga underarter finns listade.